# 卡曾加
卡曾加（葡萄牙語：Cazenga），是個位於安哥拉西北部的城鎮，由羅安達省負責管轄，處於卡夸科以西，面積39平方公里，2014年人口862,351，人口密度每平方公里22,341人。